# Trichomalopsis iambe
Trichomalopsis iambe är en stekelart som först beskrevs av Walker 1839.  Trichomalopsis iambe ingår i släktet Trichomalopsis och familjen puppglanssteklar. Inga underarter finns listade i Catalogue of Life.